# بویانوویتسه (ناحیه زنویمو)
بویانوویتسه (به چکی: Bojanovice) یک منطقهٔ مسکونی در جمهوری چک است که در ناحیه زنویمو واقع شده‌است. بویانوویتسه ۱۱٫۳۹ کیلومتر مربع مساحت و ۱۸۸ نفر جمعیت دارد و ۳۴۵ متر بالاتر از سطح دریا واقع شده‌است.